# Chora repandens
Chora repandens är en fjärilsart som beskrevs av Walker 1862. Chora repandens ingår i släktet Chora och familjen trågspinnare. Inga underarter finns listade i Catalogue of Life.